# Garganta la Olla
Garganta la Olla là một đô thị trong tỉnh Cáceres, Extremadura, Tây Ban Nha. Theo điều tra dân số 2005 (INE), đô thị này có dân số là 1152 người.

## Biến động dân số
| 1.207 | 1.068 | 1.044 | 1.040 | 1.169 | 1.157 | 1.151 | 1.153 | 1.152 | 1.112 |

40°06′B 5°46′T / 40,1°B 5,767°T